# Calligrapha dislocata
Calligrapha dislocata är en skalbaggsart som först beskrevs av Rogers 1856.  Calligrapha dislocata ingår i släktet Calligrapha och familjen bladbaggar. Inga underarter finns listade i Catalogue of Life.

## Bildgalleri

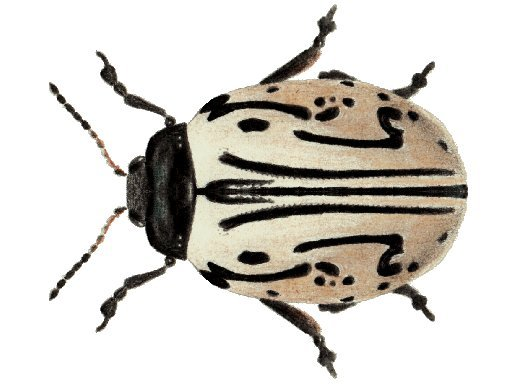